# The Killing of Angel Street
Pour plus de détails, voir Fiche technique et Distribution.
The Killing of Angel Street est un film australien réalisé par Donald Crombie, sorti en 1981.

## Synopsis
Jessica Simmonds, une Australienne, revient dans son pays après avoir vécu à Londres et découvre que des promoteurs sont en train de transformer la rue de son enfance. Son père, opposant à ces projets, est tué dans une fusillade et Jessica décide de s'engager dans la bataille.

## Fiche technique
- Titre : The Killing of Angel Street
- Réalisation : Donald Crombie
- Scénario : Evan Jones, Cecil Holmes et Michael Craig
- Musique : Brian May
- Photographie : Peter James
- Montage : Tim Wellburn
- Production : Anthony Buckley
- Société de production : Forest Home Films
- Pays :  Australie
- Genre : Thriller
- Durée : 96 minutes
- Dates de sortie : 
  -  Australie : 1er octobre 1981

## Distribution
- Elizabeth Alexander : Jessica
- John Hargreaves : Elliott
- Reg Lye : Riley
- David Downer : Alan
- Caz Lederman : Nancy
- Alexander Archdale : B. C. Simmonds
- Allen Bickford : Collins
- Gordon McDougall : sir Arthur Wadham
- Ric Herbert : Ben
- Pnina Bloch : Zoe
- John Stone : M. Benson
- Arkie Whiteley : Tina Benson
- Norman Kaye : Mander
- Peter De Salis : Melville
- David Waters : Ric James
- Peter Collingwood : le ministre
- Tony Martin : Les
- Bob Barrett : Max
- Brian Anderson : le sergent Forbes
- Jon Darling : M. O'Neill

## Distinctions
Le film a été présenté en sélection officielle en compétition lors de Berlinale 1982 où il reçoit une mention honorable.